# Yolanda Soares
Iolanda Isabel d'Albuquerque Soares Pina (Lisboa, 30 de noviembre de 1971), más conocida por su nombre artístico Yolanda Soares, es una cantante, soprano, compositora y crossover clásico portuguesa. 

## Primeros años y carrera
Comenzó en el Conservatorio Nacional de Lisboa, inicialmente como bailarina y luego como cantante, habiendo terminado el curso de canto en esta escuela.
En 2007 lanzó su primer disco llamado "Music Box-Fado en Concierto", que mezcla fado portugués y música clásica.

## Discografía
- 2007: La caja de música-Fado em Concierto.
- 2010: Metamorphosis.